# Färjan till île de la Loge
Färjan till île de la Loge eller Översvämning (franska: Le Bac de l'île de la Loge. Inondation) är en oljemålning av den fransk-brittiske konstnären Alfred Sisley från 1872. 
Den inköptes 1873 av konsthandlaren Paul Durand-Ruel, känd för sitt stöd till de unga impressionisterna, och ställdes året därpå ut i den första impressionistutställningen. Tavlan köptes 1914 av Carlsbergfonden och ingår sedan dess i Ny Carlsberg Glyptoteks samlingar i Köpenhamn. 
Målningen visar en händelse hösten 1872 när Seine svämmade över. Ile-de-la-Loge är en ö i floden som ligger nedströms från (väster om) Paris. Sisley var vid tidpunkten bosatt i Louveciennes, en by utmed Seines södra strand och i höjd med Île-de-la-Loge. Ungefär samtidigt målade Sisley Översvämning i Port-Marly.  
Sisley var den mest konsekventa av impressionisterna i sitt engagemang för att måla landskap en plein air, det vill säga utomhus. Han målade sällan porträtt, utan föredrog landskap i Paris omgivning. 

## Bilder

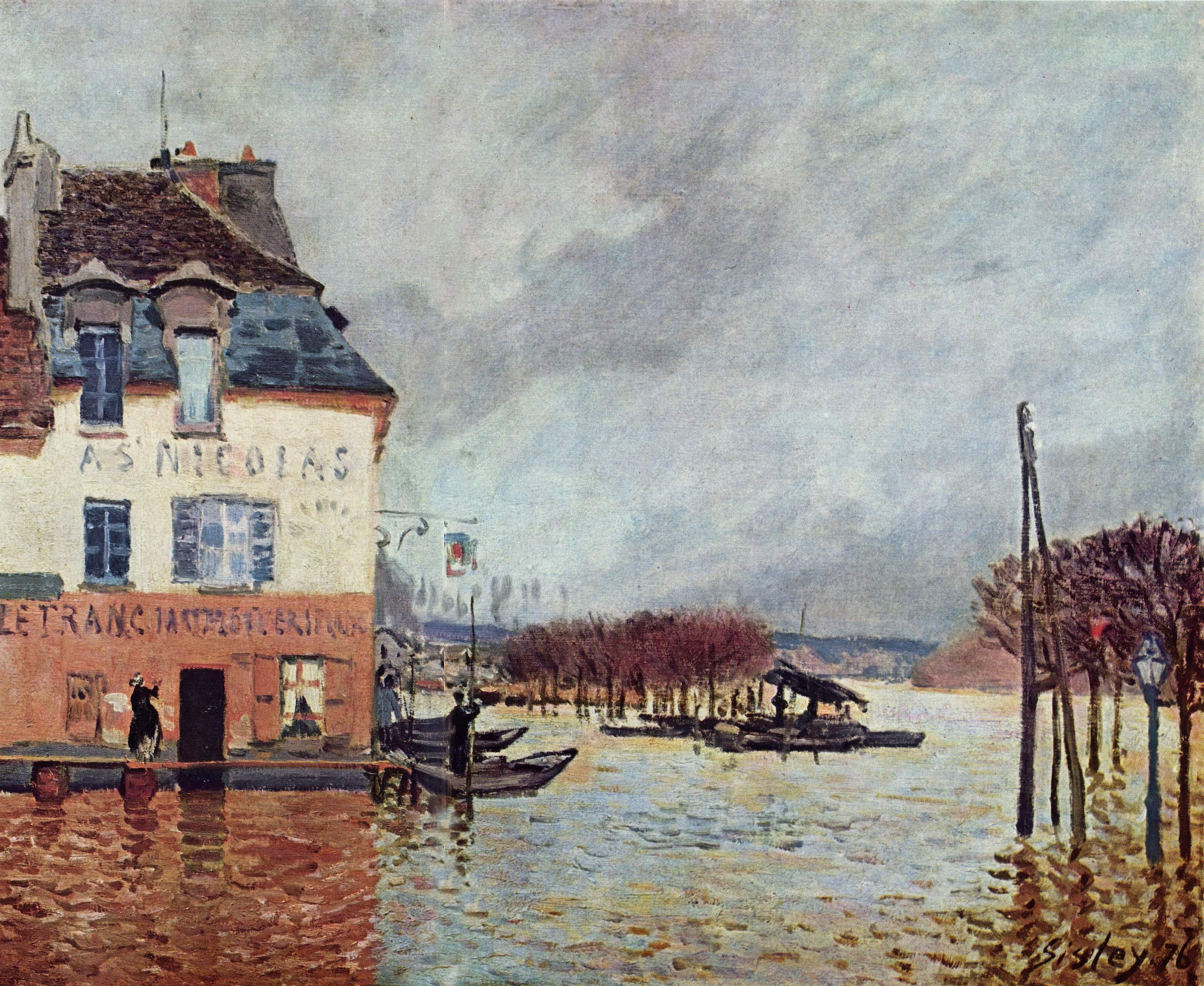
Översvämning i Port-Marly av Alfred Sisley.